# Dariga Nazarbajeva
Dariga Nursultankizi Nazarbajev (kazaško Дариға Нұрсұлтанқызы Назарбаева, Dariğa Nūrsūltanqyzy Nazarbaeva), kazahstanska političarka, * 7. maj 1963, Temirtau.
Bila je predsednica Kazahstana od 1990 do 2019. Bila je tudi članica Mäjilisa (spodnjega doma parlamenta Republike Kazahstan) od 2004 do 2007, 2012 do 2015 in 2021 do 2022. Bila je namestnica predsednika Mäjilisa od 2014 do 2015, dokler ni bila imenovana za namestnico predsednika vlade v Massimovem kabinetu. Od leta 2016 do 2020 je bila članica kazahstanskega senata, od leta 2019 do 2020 pa tudi predsednica senata. Je ena najbogatejših žensk v Kazahstanu.
Nazarbajeva je svojo kariero začela leta 1994 v medijskem poslu, ko je vodila Khabar, največjo nacionalno televizijsko agencijo v Kazahstanu. Leta 2003 je ustanovila stranko Asar in naslednje leto, leta 2004, bila prvič izvoljena v Mäjilis. Medtem ko je tam službovala, se je Asar leta 2006 združila z Amanatom, vladajočo stranko, ki jo je vodil njen oče Nazarbajev. Po razpustitvi Mäjilisa leta 2007 Nazarbajeva ni kandidirala za ponovno izvolitev in je ostala zunaj politike vse do končne vrnitve leta 2012 na sedež Mäjilisa, kjer je bila podpredsednica in vodja parlamenta Amanat. Leta 2015 je Nazarbajevo njen oče imenoval za namestnico premierja Karima Masimova, nato pa se je leta 2016 vrnila v parlament kot senatorka. Po očetovem odstopu s predsedniškega položaja leta 2019 je Nazarbajeva prevzela vlogo Kasim-Jomart Tokajeva kot predsednica senata, medtem ko je Tokajev nato postal predsednik Kazahstana. Leta 2020 jo je Tokajev nepričakovano odstranil s položaja, malo preden se je leta 2021 spet vrnila v Mäjilis.
Zaradi Nazarbajinih visokih uradnih položajev in odnosov z njenim očetom se je veliko špekuliralo, da naj bi jo morda pripravljali za predsedniško funkcijo kot da na nepotističen način nasledi Nazarbajevo dediščino, kljub zanikanju Nazarbajeva samega.

## Zgodnje življenje in izobraževanje
Nazarbajeva se je rodila v Temirtauu 7. maja 1963. V letih 1981–1982 je končala srednješolsko izobraževanje na gimnaziji K. Satpajeva št. 56 v Alma-Ati. Od leta 1980 do 1983 je študirala na oddelku za zgodovino Moskovske državne univerze. Leta 1985 je diplomirala na Kazahstanski državni univerzi S. M. Kirov, leta 1991 pa je zagovarjala doktorsko disertacijo iz zgodovinskih znanosti na Moskovski državni univerzi. Leta 1998 je Nazarbajeva zagovarjala doktorsko disertacijo iz politologije na Ruski akademiji za državno službo.

## Kariera
Nazarbajeva je postala podpredsednica otroškega dobrodelnega sklada Bobek svoje matere Sare Nazarbajeve.
Leta 1994 je Nazarbajeva postala podpredsednica Televizijske in radijske republiške korporacije Kazahstana. Leta 1995 je bil ustanovljen televizijski kanal Khabar. Organizacije, povezane z Nazarbajevo, so kupile radijsko postajo Europa Plus, televizijski družbi KTK in NTK ter popularni časopis Сaravan. Za upravljanje novega medijskega holdinga sta bili ustanovljeni družbi TV-Media in Alma-Media. Leta 1998 se je Khabar preoblikoval v zaprto delniško družbo, Nazarbajeva pa je postala predsednica družbe, leta 2001 pa predsednica upravnega odbora.
Od poznih 1990-ih se Nazarbajeva redno pojavlja na kazahstanski televiziji kot pevka. Njen repertoar obsega kazahstanske ljudske pesmi, ruske romance, operne arije in pesmi Joeja Dassina. Leta 2011 je imela Nazarbajeva recital »Salem, Rusija« v Moskvi na novem odru v Bolšoj teatru in Orgelski dvorani v Astani. Ruska družba Universal Music je posnela njene koncertne nastope na različnih prizoriščih za glasbeni televizijski film Moja zvezda. Dvodelni film je bil predstavljen leta 2012. Leta 2013 je imela koncert v soorganizaciji grofa Pierra Šeremeteva v Théâtre des Champs-Élysées v Parizu z orkestrom Lamoureux pod vodstvom Dmitrija Jablonskega in skupino Sazgen sazi pod vodstvom Bagdata Tilenova ter z nekaterimi umetniki kot je pianist Timur Urmančev,  Sundet Baigodžin ali Medet Čotabaev.

## Politična kariera

### Predsednica Asarja (2003–2006)
Oktobra 2002 je Nazarbajeva postala predsednica upravnega odbora izbirnega bloka mladih; na prvi konferenci bloka je bilo predlagano ustanovitev Kongresa mladine Kazahstana.
Oktobra 2003 je Nazarbajeva organizirala in postala vodja republikanske stranke Asar. V nekaj mesecih je bilo zbranih več kot 167.000 prijav tistih, ki so se želeli pridružiti Asarju; obdelanih in overjenih je bilo 139.000 vlog, Ministrstvu za pravosodje pa je bilo v vpis oddanih 77.000 podpisov. Decembra 2003 je bila stranka registrirana.
Po rezultatih volitev v Mäjilis leta 2004 je stranka zbrala 541.239 (11,38 %) glasov na strankarski listi in se uvrstila na tretje mesto; Nazarbajeva je postala izvoljena članica z liste stranke Asar v Mäjilis, skupaj s tremi poslanci iz stranke pa so bili izvoljeni v enomandatnih volilnih enotah.
4. julija 2006 je potekala izredna strankarska konvencija, na kateri so se odločili, da se združijo z republikansko politično stranko Otan (od decembra 2006 Nur Otan), Nazarbajeva pa je bila izvoljena za namestnico predsednika Amanata pod očetovim vodstvom.

### Poslanska kariera

#### Poslanec Mäjilis (2004–2007, 2012–2015, 2021–danes)
Februarja 2005 je bila v parlamentu ustanovljena nova poslanska skupina Aimak, ki jo sestavlja 36 poslancev (28 poslancev iz Mäjilisa in 8 poslancev iz senata). Za vodjo skupine je bila izvoljena Nazarbajeva. Glavni cilji poslanske skupine Aimak so bili spodbujanje in spremljanje izvajanja obstoječih državnih in industrijskih programov, namenjenih regionalnemu razvoju, aktivno sodelovanje pri razvoju in zakonodajni podpori upravne reforme in lokalne samouprave ter razvoj podjetništva. Kot članica Mäjilisa je ostala do njegovega razpustitve 20. junija 2007.
Na kazahstanskih parlamentarnih volitvah leta 2012 je Nazarbajeva ponovno kandidirala na listi stranke Amanat, ki je osvojila 83 sedežev. Vodila je odbor Mäjilis za družbeno-kulturni razvoj.
3. aprila 2014 je bila Nazarbajeva soglasno izbrana za namestnico predsednika Mäjilis in vodjo parlamenta Amanat. 11. septembra 2015 je bila imenovana za podpredsednico vlade.
Nazarbajeva se je ponovno pojavila na seznamu stranke Amanat na kongresu 25. novembra 2020, kjer se je prvič javno pojavila po razrešitvi s položaja predsednice senata, s čimer je ponovno kandidirala za mesto v Mäjilisu. Amanat je ohranil nadzor nad Mäjilisom po zakonodajnih volitvah leta 2021 in osvojil 76 sedežev. Od tam je postala članica Odbora za gospodarske reforme in regionalni razvoj.

#### Član senata (2016–2020)
13. septembra 2016 je bila Nazarbajeva imenovana v senat; 16. septembra je bila imenovana za vodjo senatnega odbora za mednarodne zadeve, obrambo in varnost.

#### Predsednica senata
Na isti dan, ko je njen oče odstopil s položaja predsednika Kazahstana, je bila Nazarbajeva 20. marca 2019 s soglasnim tajnim glasovanjem imenovana za predsednico senata. V tej vlogi je nasledila Kasim-Jomart Tokajeva, ki je postal vršilec dolžnosti predsednika države. Po mnenju The New York Timesa je bil to morda signal, da so Nazarbajevo pripravljali, da sama postane predsednica. Pojavilo se je več špekulacij, da Nazarbajeva pripravlja svojo predsedniško kandidaturo za predsedniške volitve leta 2019, na katerih se je 9. aprila 2019 izkazalo, da so obtožbe lažne po besedah njenega tesnega sodelavca.
2. maja 2020 jo je Tokajev odstranil iz senata in njene vloge predsednice. Pojavilo se je veliko teorij, da bodisi Tokajev širi svoj politični vpliv bodisi znak vse večjega spora med kazahstansko vladajočo elito. Drugi so trdili, da so razlog za to javni škandali glede njenega sina Aisultana in britanski sodni postopek, ki je uničil ugled Nazarbajeve in podobo njenega očeta.

## Osebno življenje

### Družina
Nazarbajeva je bila dolgo poročena s kazahstanskim poslovnežem in politikom Rakhatom Alijevom do njune ločitve junija 2007. Alijev je bil na visokih položajih v kazahstanski domači obveščevalni agenciji in zunanjem ministrstvu, pozneje pa je bil veleposlanik v Avstriji. Leta 2004 so žensko, ki naj bi bila Alijeva ljubica, našli mrtvo, ko je padla z visoke stanovanjske hiše v Bejrutu. Leta 2007 so mu odvzeli nazive, potem ko je kritiziral predsednika Nazarbajeva, ker je spremenil državno ustavo, da bi mu omogočila biti dosmrtni predsednik. Alijev je trdil, da je bila njegova ločitev izvedena brez njegovega soglasja in da jo je izsilil Nazarbajev.
Alijev je bil v Kazahstanu v odsotnosti obsojen za različne zločine. Avstrija je zavrnila njegovo izročitev, vendar se je pripravljala na sojenje za ugrabitev in umor dveh kazahstanskih bančnih uradnikov. Pred sojenjem so ga našli mrtvega v avstrijski zaporniški celici zaradi domnevnega samomora.
Nazarbajeva ima z Alijevom dva sinova, Nuralija in Aisultana, ter hčerko Venero. Je tudi babica. Nuralijeva žena je leta 2013 rodila Lauro Alijevo.
23. januarja 2020 je sin Nazarbajeve, Aisultan, podal javno izjavo na svoji Facebook strani in trdil, da naj bi bil njegov dedek Nazarbajev njegov oče in da ga je njegova mati Nazarbajeva poskušala ubiti, medtem ko je živel v Londonu. Nazarbajeva ni odgovorila na primer njenega sina. Naslednji dan, 24. januarja, je dopisnica RFE/RL poskušala prejeti odgovor Nazarbajeve glede trditev njenega sina, ko je hodila mimo na hodniku stavbe parlamenta, kjer je eden od varnostnikov Nazarbajeve na koncu zgrabil novinarko za roko in pokril usta. 16. avgusta 2020 so Aisultana našli mrtvega v Londonu, vzrok njegove smrti pa naj bi bil zastoj srca. V odgovoru na incident je Nazarbajeva izjavila, da je »moja družina uničena zaradi izgube našega ljubljenega Aisultana in prosimo za zasebnost v tem zelo težkem času«.

### Offshore aktivnosti
Leta 2018 so Panamski dokumenti razkrili, da je bila Nazarbajeva edina delničarka off-shore sladkorne družbe s sedežem na Britanskih Deviških otokih, ki je poslovala v Kazahstanu. Njen sin Nurali je bil prav tako imenovan v dokumentih kot stranka Mossack Fonsece v Panami in da ima dve podjetji in luksuzno jahto, registrirano na Britanskih Deviških otokih. Po poročanju Newsweeka je »to ostro protislovje s pogostimi pozivi Nazarbajeva podjetnikom v državi, bogati z nafto, naj plačujejo davke v Kazahstanu«. Panamski dokumenti tudi nakazujejo, da je morda lastnica preko off-shore podjetja, 221B Baker Street, 183 milijonov dolarjev vredne nepremičnine, znane kot izmišljeni naslov Sherlocka Holmesa.
10. marca 2020 je britansko sodišče objavilo imena lastnikov nepremičnin v vrednosti 100 milijonov dolarjev, ki so bile izdane UWO spomladi 2019. Lastnika sta bila Nazarbajeva in njen najstarejši sin Nurali Alijev z ženo Aido. Zastopnik toženih je na naroku pojasnil, da lahko lastniki potrdijo izvor sredstev, saj so v tistem času opravljali dejavnost. Aprila je High Court of Justice zahtevke britanskih organov pregona razglasilo za neutemeljene in posledično je bil primer razveljavljen.

### Bogastvo
Po podatkih revije Forbes je leta 2013 njeno bogastvo znašalo približno 595 milijonov dolarjev. To je bilo skozi njeno sodelovanje v podjetjih, kot so Europe Plus Kazakhstan JSC, NTK, AlmaInvestHolding, Almatystroysnab LLP in ALMA TV. Ustanovila je tudi glavno kazahstansko televizijsko mrežo Khabar Agency.